# Durga Khote
Durga Khote (Mumbai, 14 gennaio 1905 – Mumbai, 22 settembre 1991) è stata un'attrice indiana.
La sua carriera è cominciata nel 1931 e si è conclusa nel 1983. Durga Khote è stata attiva nel cinema Hindi e in quello Marathi, prendendo parte a circa 200 film e a numerose produzioni teatrali.

## Premi e riconoscimenti
- BFJA Award 
  - 2 "Miglior attrice" (1942; 1943)
- Filmfare Award:
  - "Miglior attrice non protagonista" (1975)
- Padma Shri (1968)
- Maharashtra State Award (1970)
- Dadasaheb Phalke Award (1983)

## Filmografia parziale
- Maya Machhindra, regia di Shantaram Rajaram Vankudre (1932)
- Ayodhyecha Raja, regia di Shantaram Rajaram Vankudre (1932)
- Amar Jyoti, regia di V. Shantaram (1936)
- Mughal-E-Azam, regia di K. Asif (1960)
- Il capofamiglia (The Householder), regia di James Ivory (1963)
- Abhimaan, regia di Hrishikesh Mukherjee (1973)
- Bobby, regia di Raj Kapoor (1973)
- Bidaai, regia di L. V. Prasad (1974)
- Karz, regia di Subhash Ghai (1980)